# ダーク・ホース (ニッケルバックのアルバム)
『ダーク・ホース』（Dark Horse）は、カナダのロックバンド、ニッケルバックが2008年に発売した通算6枚目のアルバムである。全11曲収録。AC/DCやデフ・レパードのアルバムを大ヒットさせたことで有名な、チャドの憧れの人でもあるマット・ラングをプロデューサーとしてむかえ制作された。先行シングルの「Gotta Be Somebody」は、彼らのウェブページで先行無料配布された。

## 収録曲
1. "Something in Your Mouth / サムシング・イン・ユア・マウス" – 3:38
2. "Burn It To The Ground / バーン・イット・トゥ・ザ・グラウンド" 3:30
3. "Gotta Be Somebody / ガッタ・ビー・サムバディ" – 4:13
4. "I'd Come for You / アイド・カム・フォー・ユー" – 4:22
5. "Next Go Round / ネクスト・ゴー・ラウンド " – 3:45
6. "Just to Get High / ジャスト・トゥ・ゲット・ハイ" – 4:02
7. "Never Gonna Be Alone / ネヴァー・ゴナ・ビー・アローン " – 3:47
8. "Shakin' Hands / シェイキン・ハンズ " – 3:39
9. "S.E.X." – 3:55
10. "If Today Was Your Last Day / イフ・トゥデイ・ワズ・ユア・ラスト・デイ" – 4:08
11. "This Afternoon / ディス・アフタヌーン" – 4:34

## シングル
- Gotta Be Somebody (全米10位、全英20位)
- Something in Your Mouth (全米96位)
- If Today Was Your Last Day (全米19位、全英48位)
- I'd Come for You (全米44位、全英67位)
- Burn It to the Ground (全米108位)
- Never Gonna Be Alone (全米61位)
- Shakin' Hands
- This Afternoon (全米34位)